# Charlotte Bonnet
Charlotte Bonnet, född 14 februari 1995 i Enghien-les-Bains, är en fransk simmare.

## Karriär
Bonnet blev olympisk bronsmedaljör på 4 x 200 meter frisim vid sommarspelen 2012 i London. Vid OS i Rio de Janeiro 2016 tävlade Bonnet i fem grenar.
Vid OS i Tokyo 2021 tävlade Bonnet i fyra grenar. Individuellt tog hon sig till semifinal på både 100 och 200 meter frisim, där hon slutade på 15:e respektive 13:e plats. Bonnet var även en del av Frankrikes lag som slutade på 10:e plats på 4×100 meter frisim och på 8:e plats på 4×200 meter frisim.
I december 2023 vid kortbane-EM i Otopeni tog Bonnet guld på 100 meter medley och silver på 200 meter medley samt var en del av Frankrikes kapplag som tog silver på 4×50 meter mixad medley och brons på 4×50 meter mixad frisim.